# Dendrocalamus hamiltonii
Dendrocalamus hamiltonii, auch bekannt als Hamiltons Bambus, ist eine Bambus-Art der Gattung Dendrocalamus. Sie kommt außer in China noch in Pakistan, Indien, Sri Lanka, Bhutan und Nepal vor.

## Beschreibung
Es handelt sich um eine hohe, mattgrün gefärbte Bambusart, deren Horste aus wenigen, dicht wachsenden Halmen bestehen. Die Halme sind mattgrün und mit weißlich-braunen Haaren bedeckt, die beim Trocknen matt bräunlich grün werden. Unterhalb und oberhalb der Knoten treten weißliche Bänder auf. Die Halme sind deutlich zickzackförmig. Die Verzweigung erfolgt von der Basis nach oben. In allen Knoten sind Luftwurzeln vorhanden. Die Länge des Internodiums beträgt 30–40 cm und der Durchmesser 5–15 cm. Die Halmwände sind 0,5–1,5 cm dick. Die Knoten einiger Halme sind gebogen.
Die Blätter sind in jungen Jahren grün und verfärben sich später gelbbraun. Sie sind lang und verjüngen sich allmählich von einer abgeflachten Basis nach oben.